# 苇羚属
苇羚属（学名：Redunca）是偶蹄目偶蹄目苇羚亚科的一属，分布于非洲，包括以下三种：
- 苇羚(R. redunca)
- 南苇羚(R. arundinum)
- 山苇羚(R. fulverufula)